# Bobby Vinton
Bobby Vinton, född Stanley Robert Vinton, Jr. den 16 april 1935 i Canonsburg, Pennsylvania, är en amerikansk sångare. 
Vinton skivdebuterade 1959 med "First Impression". Hans genombrott kom 1962 med "Roses Are Red (My Love)" och mellan 1962 och 1980 hade han inte mindre än 47 låtar på den amerikanska singellistan Billboard Hot 100.
Vintons inspelning av "Blue Velvet" från 1963 användes av David Lynch i filmen Blue Velvet från 1986.

## Diskografi (singlar i urval)
- 1962: "Roses Are Red (My Love)" (US #1)
- 1963: "Blue On Blue" (US #3)
- 1963: "Blue Velvet" (US #1)
- 1963: "There! I've Said It Again" (US #1)
- 1964: "My Heart Belongs To Only You" (US #9)
- 1964: "Mr. Lonely" (US #1)
- 1967: "Please Love Me Forever" (US #6)
- 1968: "I Love How You Love Me" (US #9)
- 1974: "My Melody Of Love" (US #3)

## Album
- 1961: Dancing at the Hop
- 1961: Bobby Vinton Plays for His Li'l Darlin's
- 1962: Roses Are Red (US #5)
- 1962: Bobby Vinton Sings the Big Ones (US #137)
- 1963: The Greatest Hits of the Golden Groups
- 1963: Blue on Blue (återutgiven som Blue Velvet efter succén från hitten med samma namn) (US #10)
- 1964: There! I've Said It Again (US #8)
- 1964: Tell Me Why (US #31)
- 1964: A Very Merry Christmas (US #13)
- 1964: Mr. Lonely (US #18)
- 1965: Bobby Vinton Sings for Lonely Nights (US #116)
- 1965: Drive-In Movie Time
- 1966: Bobby Vinton Sings Satin Pillows and Careless (US #110)
- 1966: Live at the Copa
- 1966: Country Boy
- 1967: Bobby Vinton Sings the Newest Hits
- 1967: Please Love Me Forever (US #41)
- 1968: Take Good Care of My Baby (US #164)
- 1968: I Love How You Love Me (US #21)
- 1969: Vinton (US #69)
- 1970: My Elusive Dreams (US #90)
- 1970: Sounds of Love (on sax)
- 1972: Ev'ry Day of My Life (US #72)
- 1972: Sealed With a Kiss (US #77)
- 1974: Melodies of Love (US #16)
- 1974: With Love (US #109)
- 1975: Heart of Hearts (US #108)
- 1975: The Bobby Vinton Show (US #161)
- 1976: Serenades of Love
- 1976: Party Music ~~ 20 Hits
- 1977: The Name Is Love (US #183)
- 1979: 100 Memories
- 1980: Encore
- 1987: Santa Must Be Polish
- 1988: Bobby Vinton
- 1989: Timeless
- 1990: Great Songs of Christmas
- 1992: As Time Goes By (with George Burns)